# 連體衣

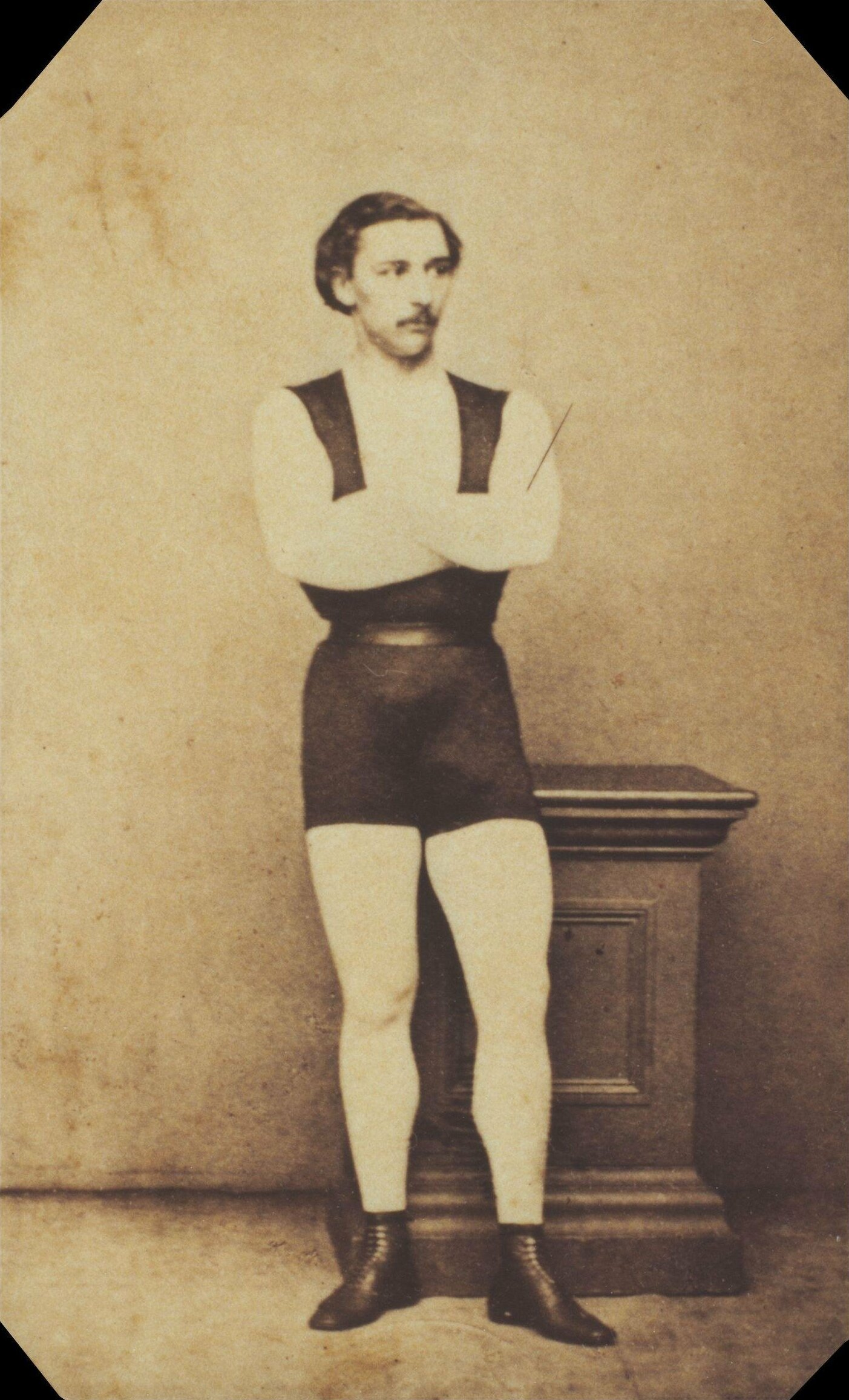
朱爾·萊奧塔爾身着以他的名字命名的服装

連體衣、連體緊身衣（英語：Leotard，發音：/ˈliːətɑːrd/）是男女通用的紧身连体服装，覆蓋身體從肩部到雙腿間的胯部。部分外語以法国杂技演员朱爾·萊奧塔爾命名。連體衣可為无袖、短袖和长袖。一种变体是全身式緊身衣，該服裝會覆盖整個腿部。它提供了一定程度端莊樸素的风格，同时仍可以方便行動。